# Бад-Ноєнар-Арвайлер
Бад-Ноєнар-Арвайлер (нім. Bad Neuenahr-Ahrweiler) — місто в землі Рейнланд-Пфальц, у Німеччині. Адміністративний центр району Арвайлер. 
Площа — 63,38 км2. Населення становить 28 634 ос. (станом на 31 грудня 2020).